# ستاره دریایی باشکوه
ستاره دریایی باشکوه (نام علمی: Luidia magnifica) نام یک گونه از رده ستاره دریایی است.